# Geophis sieboldi
Espèce
Synonymes
- Elapoides sieboldii Jan, 1862

Statut de conservation UICN

 DD  : Données insuffisantes
Geophis sieboldi  est une espèce de serpents de la famille des Dipsadidae.

## Répartition
Cette espèce est endémique du Mexique. Elle se rencontre entre 500 et 1 400 m d'altitude dans les départements du Guerrero et du Michoacán.

## Étymologie
Cette espèce est nommée en l'honneur de Karl Theodor Ernst von Siebold.

## Publication originale
- Jan, 1862 : Enumerazione sistematico delle specie d'ofidi del gruppo Calamaridae. Archivio per la zoologia, l'anatomia e la fisiologia, vol. 2, p. 1-76 (texte intégral).